# Hughenden Stadium
Pour les articles homonymes, voir Hughenden (homonymie).
Le Hughenden Stadium est un stade situé à Glasgow, en Écosse. Ce stade accueille le Hillhead Jordanhill RFC qui y joue ses matches à domicile depuis leur création, et brièvement les Glasgow Warriors, entre 2005 et 2007. Le stade a été inauguré le 24 mai 1924, et il a accueilli nombre de disciplines sportives, même s'il est surtout connu pour les rencontres de rugby à XV.

## Historique
Stade habituel du Hillhead Jordanhill RFC, le stade a hébergé les matchs à domicile de la franchise écossaise, les Glasgow Warriors, lors des saisons 2005-2006 et 2006-2007,.